# Photoscotosia tonchignearia
Photoscotosia tonchignearia är en fjärilsart som beskrevs av Charles Oberthür 1893. Photoscotosia tonchignearia ingår i släktet Photoscotosia och familjen mätare. Inga underarter finns listade i Catalogue of Life.